# Ochrota
Ochrota is een geslacht van vlinders van de familie spinneruilen (Erebidae), uit de onderfamilie Arctiinae.

## Soorten
- O. arida (de Toulgoët, 1955)
- O. asuraeformis (Strand, 1912)
- O. bicoloria de Toulgoët, 1958
- O. bipuncta (Hampson, 1900)
- O. convergens de Toulgoët, 1956
- O. dissimilis de Toulgoët, 1956
- O. malagassa (Strand, 1912)
- O. nigrolimbata de Toulgoët, 1965
- O. nyassa (Strand, 1912)
- O. septentrionalis de Toulgoët, 1956
- O. unicolor (Hopffer, 1857)